# Vas István-díj
A Vas István-díj egy magyar irodalmi díj, amit Földi Anikó, a Vas István-életmű jogdíjainak örököse alapította azzal a céllal, hogy olyan költőkre hívja fel a figyelmet az elismeréssel, akik már sokat letettek az asztalra, de még nem részesültek magasabb szakmai elismerésben. A kurátorok – Réz Pál, Várady Szabolcs és Lator László – igyekeznek mindig a legígéretesebb fiatal tehetségek közül választani, figyelembe véve a díj névadójához kapcsolódó irodalmi szellemiséget is. A díjat eredetileg minden évben Vas István születésének napján, szeptember 24-én adták volna át, egyszerre emlékezvén meg a költőről és a díjazottról, ám 2007-ben a díjátadó későbbre tolódott.

## Díjazottak
- 2008: Imre Flóra[1]
- 2007: Szakács Eszter[2]
- 2004: Kántor Péter
- 2003: Kőrizs Imre[3]
- 2002: Imreh András
- 2001: Tóth Krisztina
- 2000: Mesterházi Mónika